# Donnie Dacus
Donnie Dacus (12 de octubre de 1951, Galena Park, Texas) es un guitarrista, cantante, escritor, actor y co-productor, nacido en Pasadena, Texas, reconocido por haber sido guitarrista de la banda multiplatino estadounidense Chicago y por haber sido músico de sesión de varias bandas y artistas de reconocimiento como Billy Joel, Elton John y Neil Young, entre otros.

## Biografía
El guitarrista Donnie Dacus creció en Cleburne, Texas. A la edad de 14 años empezó a enseñar guitarra en la tienda de música local y fundó una banda llamada The Chantels. Eventualmente, la banda cambió su nombre a The Shux y ganó un concurso llamado La Batalla de las Bandas en Dallas, tuvo su gran oportunidad cuando fue descubierto por la banda The Yellow Payges en 1968 durante un concierto con Buffalo Springfield y The Beach Boys.
Dacus ha sido músico de sesión para artistas y bandas que han recibido discos de oro, platino y multiplatino en la labor de cantante, guitarrista y compositor. Su voz se puede escuchar en la canción "My Life" de Billy Joel. Entre sus colaboraciones destacan participaciones en discos de Billy Joel, Boz Scaggs, Crosby, Stills, & Nash, Neil Young, Stephen Stills, John Lennon, Elvin Bishop, REO Speedwagon, Steve Cropper, Kiki Dee, Elton John, Chicago, The Turtles, Roger McGuinn, Badfinger, Bobby Womack, Mac Davis, Veronique Sanson, Bonnie Bramlett, Deep Purple, Ambrosia, Orleans, Rick James y Spirit.